# 四分之五
《四分之五》是史蒂芬·金所著的短篇小說，最先刊登在於1972年的《騎士》雜誌中，1993年，史蒂芬將故事收錄在短篇小說集《惡夢工廠》內。2006年，特納電視網將其改編成電視影集，收錄在惡夢工廠中，由傑里米·西斯托主演。

## 故事簡介
四人合謀幹了一件大案，得到一大筆錢，不過該筆錢有特別記號，短期內他們都不能使用，所以他們其中一個將錢收在一個無人知的地方，制成地圖均分，待幾年後才將地圖合回。豈料籠裡雞作反，結果被殺的那位的一個朋友知道後，殺了其他人，獨吞了贓款。      